# EFPEUM
EFPEUM es una película venezolana dirigida y escrita por Mauricio Odremán en el año 1965. Es considerada la primera película de ciencia ficción del cine venezolano.

## Comentario
Esta película, que puede ser catalogada como la primera película de ciencia ficción venezolana, nació prematuramente en una Venezuela que aún no había despertado del realismo, y que apenas comenzaba a aceptar el realismo mágico como un elemento de la cultura del venezolano.
Relata del deseo por parte del protagonista de construir una máquina imposible, la "estructura funcional para encontrarse no mismo (EFPEUM)", una especia de obra arquitectónica-alquímica. La alquimia será un tema recurrente en la obra cinematográfica, literaria y plástica de Odremán.

Odremán comenta en su novela fantástica-autobiográfica El día que todo haga Paff (1977) lo ocurrido con su película:
"...En esos días terminé el rodaje de la película de ciencia-ficción. Cuando la estrenaron, en ese recinto siniestro llamado Cinemateca, no asistí en presencia física, pero desdoblado y desde el astral procuré escuchar los comentarios. - "la Película más loca del año"- dijeron algunos, pero nadie comprendió el asunto del arquitecto con su Estructura-funcional-para-Encontrarse-uno-Mismo. Todo el mundo se rio a carcajadas y al parecer, los espectadores se divirtieron mucho, de lo lindo; mi intención no había sido realizar un film cómico, pero así resultó y eso era el éxito. Nunca más supe de "Efpeum", quedó en manos de los productores que la habrán enlatado y la tendrán debajo de un escritorio como hacen todos los negociantes en películas por estos lados del Atlántico..."

## Legado
Odremán legó una obra que experimentaba con lo fantástico y la ciencia ficción. Tanto en la pintura, como en la literatura y el cine, estuvo dotado de un profundo sentido místico, que vinculó su cosmovisión universal con temas y elementos del folclore venezolano. EFPEUM es uno de los ejemplos más logrados de esto.
A pesar de haberse ido convirtiendo en una película de culto, EFPEUM no tuvo una buena recepción al momento de su estreno. De hecho, el crítico Ricardo Tirado, en obra enciclopédica Memoria y notas del cine venezolano, considera que la película no tiene "raíz alguna identificable en cualquier parte del mundo", que no era venezolana, ni tampoco de otra parte y que seguía la moda psicodélica de la época. Cabe destacar, en todo caso, que a pesar de producción underground de esta película, haya sido incluida en la gran enciclopedia de Ricardo Tirado.
No obstante, la crítica contemporánea es mucho más positiva. Para Daniel Arella, con EFPEUM y con su libro Cuentos extraños, Odremán daría inicio a una fase posmoderna de la ciencia ficción venezolana, con especial interés en lo new age, lo trascendental, la alquimia, el espiritismo y el folclore.
El interés reciente por rescatar las voces de la ciencia ficción venezolana han llevado a una revalorización de la obra de Odremán. Sus Cuentos extraños han sido reeditados en 2011 y 2023 por la editorial estatal Fundación El Perro y la Rana, que también se ha encargado de reeditar obras como El regreso de Eva (1929) Pepe Alemán, primera novela de ciencia ficción venezolana; El primer viaje a la luna, la primera novela venezolana sobre viajes espaciales, publicada en 1955 Francisco Aniceto Lugo; Don Quijote, Sancho y la era atómica, publicada en 1959 por el escritor hispano-venezolano José García Bracho; la novela ilustrada La civilización en Marte, publicada ese mismo año por Arez Najú (seudónimo de Juan Suárez); o Me pareció que saltaba por el espacio como una hoja muerta antología de relatos espaciales publicada en 1977 por Armando José Sequera.
En el año 2008, El Centro de Investigación y Nuevos Estudios sobre Cine (Facultad de Filosofía y Letras de la Universidad de Buenos Aires), llevó a cabo una proyección en video de la película EFPEUM de Odremán, en el marco de las actividades del Segundo Ciclo de Cine “Revolución y representación en el cine latinoamericano moderno”. Esta ocasión permitió a las nuevas audiencias ver EFPEUM 40 años después de su estreno.  
Durante Festival Internacional de Cine de Caracas 2014, se realizó el concierto Antología Musical de Cine Venezolano por parte de la Banda Marcial Caracas, quienes interpretaron arreglos de fragmentos de las bandas sonoras de una selección películas emblemáticas del cine venezolano, incluyendo EFPEUM.